# Homaluroides distichliae
Homaluroides distichliae är en tvåvingeart som först beskrevs av Malloch 1918.  Homaluroides distichliae ingår i släktet Homaluroides och familjen fritflugor.
Artens utbredningsområde är Kalifornien. Inga underarter finns listade i Catalogue of Life.